# Saccolabiopsis pusilla
Saccolabiopsis pusilla är en orkidéart som först beskrevs av John Lindley, och fick sitt nu gällande namn av Gunnar Seidenfaden och Leslie Andrew Garay. Saccolabiopsis pusilla ingår i släktet Saccolabiopsis och familjen orkidéer. Inga underarter finns listade i Catalogue of Life.